# Astragalus harrisonii
Espèce
Classification APG II (2003)
Statut de conservation UICN

 NT  : Quasi menacé
Astragalus harrisonii est une espèce de plantes à fleurs de la famille des Fabaceae endémique de l'Utah aux États-Unis.

## Description
Elle est très similaire à Astragalus nidularius, mais avec des fleurs plus petites.

## Distribution
Cette espèce, en voie de disparition, est endémique du comté de Wayne dans l'État de l'Utah aux États-Unis d'Amérique. Par ailleurs on ne l'observe qu'au Parc national de Capitol Reef.

## Référence
- Barneby, R. 1964 : Atlas of North American Astragalus. New York Botanical Garden, vol 13, p. 1-1188.